# Nils Skoglund
Nils Skoglund (Estocolm, 15 d'agost de 1906 – Estocolm, 1 de gener de 1980) va ser un saltador suec que va competir a començaments del segle xx. Era germà del nedador Erik Skoglund.
El 1920 va prendre part en els Jocs Olímpics d'Anvers, on va disputar la prova de palanca alta del programa de salts. En aquesta prova guanyà la medalla de plata en finalitzar rere Arvid Wallman.